# Lijst van ministers van Ambtenarenzaken in de Franse Gemeenschap
Dit is een lijst van ministers van Ambtenarenzaken in de Franse Gemeenschapsregering.

## Lijst
| Nr. | Minister | Minister                            | Partij | Partij | Begin             | Einde             | Regering(en)     | Bevoegdheid                                        |
| --- | -------- | ----------------------------------- | ------ | ------ | ----------------- | ----------------- | ---------------- | -------------------------------------------------- |
| 1   |          | Elio Di Rupo (1951)                 |        | PS     | 6 mei 1993        | 1 januari 1994    | Onkelinx I       | Ambtenarenzaken                                    |
| 2   |          | Laurette Onkelinx (1958)            |        | PS     | 1 januari 1994    | 21 juni 1995      | Onkelinx I       | Ambtenarenzaken                                    |
| 3   |          | Jean-Claude Van Cauwenberghe (1944) |        | PS     | 21 juni 1995      | 13 juli 1999      | Onkelinx II      | Ambtenarenzaken                                    |
| 4   |          | Yvan Ylieff (1941)                  |        | PS     | 13 juli 1999      | 4 april 2000      | Hasquin          | Ambtenarenzaken                                    |
| 5   |          | Willy Taminiaux (1939-2018)         |        | PS     | 4 april 2000      | 1 januari 2001    | Hasquin          | Ambtenarenzaken                                    |
| 6   |          | Rudy Demotte (1963)                 |        | PS     | 1 januari 2001    | 15 juli 2003      | Hasquin          | Ambtenarenzaken                                    |
| 7   |          | Christian Dupont (1947)             |        | PS     | 15 juli 2003      | 19 juli 2004      | Hasquin          | Ambtenarenzaken                                    |
| 8   |          | Claude Eerdekens (1948)             |        | PS     | 19 juli 2004      | 20 juli 2007      | Arena            | Ambtenarenzaken                                    |
| 9   |          | Michel Daerden (1949-2012)          |        | PS     | 20 juli 2007      | 16 juli 2009      | Arena, Demotte I | Ambtenarenzaken                                    |
| 10  |          | Jean-Marc Nollet (1970)             |        | Ecolo  | 16 juli 2009      | 22 juli 2014      | Demotte II       | Ambtenarenzaken                                    |
| 11  |          | André Flahaut (1955)                |        | PS     | 22 juli 2014      | 17 september 2019 | Demotte III      | Ambtenarenzaken en Administratieve Vereenvoudiging |
| 12  |          | Frederic Daerden (1970)             |        | PS     | 17 september 2019 | 16 juli 2024      | Jeholet          | Ambtenarenzaken                                    |